# Липље (Зворник)
Липље је насељено мјесто у граду Зворник, Република Српска, БиХ. Насеље је основано 2012. године на основу „Одлуке о оснивању насељеног мјеста Липље на подручју општине Зворник“ (Сл. гласник РС 100/2012 од 30. октобра 2012. године).

## Историја
Насељено мјесто Липље оснива се од дијелова насељених мјеста Снагово Горње и Снагово Доње. Насељено мјесто Липље налази се у саставу КО Зворник, укупне површине 435 хектара, a по типу (карактеру) је сеоско ушорено и збијено-ушорено насељено мјесто.

## Становништво
У селу је 6. јула 2013. године колективно обрезано 150 мушке деце, уз подршку и финасијску помоћ Турске.
| Демографија- | Демографија- | Демографија- |
| Година       | Становника   | Становника   |
| ------------ | ------------ | ------------ |
| 1991.        | 0            |              |
| 2013.        | 501          |              |